# Site néolithique du Montgué à Asnan
Le site néolithique du Montgué est situé dans la commune d'Asnan, dans la Nièvre, en Bourgogne-Franche-Comté, à une altitude comprise entre 355 et 360 mètres.

## Situation
Le site du Montgué se trouve à l'extrémité sud d'un plateau en étoile, culminant lui-même à 391 mètres. Le point culminant du plateau se trouve plus profondément dans la forêt, dans ce que l'on appelle le Bois des Menées. Du site du Montgué, il est possible d'avoir une vue panoramique et dégagée sur la vallée de l'Yonne, faisant face à la façade occidentale du Morvan.

## Historique
Le site et ses alentours ont été explorés au début du XXe siècle. Il faut attendre les années 1970 pour que le Montgué bénéficie de fouilles archéologiques. Les fouilles ont permis de mettre au jour des structures et divers outils en pierre, caractérisant le site comme étant un site néolithique de 0,5 ha dit en éperon barré, doté d'un rempart lui-même adossé à un fossé.

### Les découvertes du début duXXesiècle
Il a fallu attendre les prospections sur le terrain des préhistoriens amateurs de la Société Nivernaise des Lettres, Sciences et Arts pour découvrir les premiers vestiges dans la commune. Parmi eux, le Docteur Jules Subert, résidant à Nevers, a effectué en 1925 une prospection de surface sur une station préhistorique près d'Asnan. Il y a mis au jour un certain nombre de silex taillés datant du Paléolithique, semblant être du Moustérien et du Magdalénien. De cette collection, il a fait don d'une partie à la société savante de Nevers. La présentation de sa découverte a eu lieu lors de la séance du 26 novembre 1925 dont le procès verbale a été publié par la Société Nivernaise dans son bulletin de l'année 1926, il devient ainsi l'inventeur du site archéologique d'Asnan.
En 1937, le docteur Jules Subert entreprend d'étendre la recherche des lieux à signaux de la province nivernaise, datant de l'époque gauloise jusqu'au télégraphe Chappe. Il se lance ainsi dans l'établissement d'un inventaire potentiel de ces lieux, s'inscrivant dans la continuité des travaux de M. Bulliot, mentionnés par Viollet-le-Duc, qui avait dressé l'inventaire entre Decize et le mont Beuvray. Au cours de cette prospection, il identifiera la "montagne" au-dessus d'Asnan comme étant un poste de signal à feu, avec la présence de silex rassemblés en un endroit restreint, sans pour autant préciser en détail l'époque et le contexte archéologique.
Henri Coqblin nous informe que les pentes du Montgué ont fourni, bien avant les fouilles des années 1970, plusieurs matériaux lithiques, tandis que d'autres ont été retrouvés à ses pieds. Parmi eux, on compte des nucléus, des grattoirs, des burins, des armatures de flèches et des hachettes polies.

### Les fouilles archéologiques des années 1970
Le site néolithique d'Asnan a été soumis à des sondages puis à des fouilles sur trois espaces distincts. Ces travaux archéologiques ont été effectué par le Groupe Nivernais de Recherches archéologiques (Préhistoire) sous la direction d'Henri Coqblin de 1970 à 1971. Les rapports ont été publiés dans les bulletins de 1972 et 1978 du Groupe Nivernais, ainsi que dans les Annales des Pays Nivernais de 1972.

## Description

### Le point culminant du plateau, à390 mètresd'altitude
Les archéologues y ont réalisé uniquement des sondages et des forages qui ont mis au jour des silex très peu retravaillés, sans débris de taille.

### La zone de ravinement, située au niveau du calvaire, entre 370 et380 mètresd'altitude
Jean Arnoux résume les observations et la prospection sur le terrain effectuées au pied du calvaire sous la direction d'Henri Coqblin dans le Tome VII du bulletin du Groupe Nivernais, fascicule 2, publié en juillet 1978. Il en résulte que la matière première locale en termes de silex ne présente pas une qualité suffisante, selon les indices de débitage (des nucléus de petites tailles et des éclats irréguliers). Les hommes préhistoriques parviennent uniquement à produire des éclats lamellaires, mais pas des lamelles au sens strict du terme. L'outillage répertorié sur place est néanmoins significatif : des racloirs, trois grattoirs, des perçoirs et quatorze burins robustes, dont un burin à double face. C'est la présence de ces burins en nombre qui amène Jean Arnoux à conclure à l'existence d'une activité forestière à l'époque préhistorique.

### Le replat de l'éperon et son rempart, entre 355 et360 mètresd'altitude
Henri Coqblin nous expose dans son article "Le site néolithique d'Asnan" les résultats de la fouille de cette zone en 1971. Au cours de cette campagne, les archéologues se sont concentrés exclusivement sur le rempart de 37 mètres et son fossé, qui barre l'éperon rocheux du Montgué d'est en ouest, formant ainsi à sa pointe sud ce qui ressemblerait à un camp retranché. La zone de fouille couvrait une superficie de 42 mètres carrés, avec une profondeur allant de 0,9 mètre à 1 mètre 10. Trois ensembles se dégagent très nettement : l'intérieur du camp, le rempart et le fossé.

#### L'intérieur du camp: ossements d'animaux et de pierres brûlées accompagnés de silex
Henri Coqblin nous présente dans son article que l'intérieur du camp est parsemé d'ossements d'animaux calcinés parmi des pierres elles-mêmes brûlées. Les découvertes lithiques sont peu abondantes en quantité (un éclat avec retouche, un grattoir, un fragment de lame...), ce qui conduit Henri Coqblin à conclure que le camp retranché du Montgué n'était sans doute pas occupé en permanence, mais seulement pour faire face à un danger venant de l'extérieur.

#### La composition du rempart: mur de pierres sans parement mais muni possiblement de claies
Les archéologues ont fouillé la moitié Est du rempart, qui mesure 4 mètres de large et est pourvu de trous de poteaux dans le sol primitif (cinq au total), tous renforcés de grosses pierres. Ceci conduit Henri Coqblin à déduire que la masse de terre et de pierre formant initialement le rempart a pu être maintenue par des claies.

#### Le fossé du rempart: entre deux rangées de pierre des ossements humains
Au fond du fossé, disposé entre deux rangées de pierres, se trouve un mélange de quelques tessons de céramique, de couleur rouge ou noire, ainsi que d'une multitude d'ossements humains émiettés et calcinés. Les archéologues retranscrivent approximativement la position du corps, en particulier du crâne, qui semble être plus orienté vers l'ouest. Parmi les ossements, ils identifient des racines dentaires et une vertèbre intacte. Ils en envoient à la circonscription archéologique régionale pour obtenir une datation au carbone 14.

## Chronologie du site

### Préhistoire

#### Le Néolithique moyen de l'éperon barré

##### Expansion du Néolithique en France: L'émergence des premières structures fortifiées en Bourgogne
Le mouvement néolithique émerge au Proche-Orient vers 9500 avant notre ère, marqué par l'apparition des premiers agriculteurs attestés autour de 9000 avant notre ère. Cette expansion atteint le sud de la France aux environs de 5800 avant notre ère, et s’étend progressivement vers la Bourgogne vers 5400 avant notre ère. Dans cette région, les populations locales demeurent fortement dépendantes de la chasse et des ressources forestières jusqu'au Néolithique moyen, vers 4600 avant notre ère. Aux alentours de 4500 avant notre ère, les premiers camps et éperons barrés commencent à apparaître en France, se multipliant notamment en Bourgogne au cours du Néolithique moyen. C'est durant cette période qu'est érigé l’éperon barré du Montgué. Ces structures seront utilisées pendant environ cinq siècles avant d’être abandonnées à la toute fin du IVe millénaire avant notre ère.

##### Le Néolithique et l'appropriation des territoires: fossé et possible clayonnage l'exemple du site fortifié de Montgué
Le Néolithique marque une période d'appropriation des terres et des territoires par les premières communautés humaines. Cette appropriation implique la nécessité de défendre ces territoires. Le site de Montgué, en forme de pointe, se trouve à l'extrémité sud de l'un des plus importants plateaux calcaires de la Nièvre, dominant la moyenne vallée de l'Yonne. À proximité immédiate, une source jaillit et alimente un ruisseau, connu sous le nom de ruisseau d'Asnan, qui prenait alors la forme d'un torrent.
Montgué est naturellement fortifié par son relief, avec un dénivelé de plus de 30 mètres sur 100 mètres, ce qui confère une pente de 30 %. Un rempart de 37 mètres de long, adossé à un fossé en forme de V, ferme l’accès à la pointe depuis le plateau. Ce fossé, dont les relevés montrent qu’il mesurait initialement 3,38 mètres de profondeur pour 4 mètres de large, renforce la défense naturelle du site. Le rempart délimite un espace intérieur d'environ 0,5 hectare, avec une circonférence approximative de 274 mètres.
Le rempart, d'une hauteur d'un mètre, était renforcé par des poteaux espacés de 1,5 mètre, ce qui correspondrait à 24 pieux pour l’ensemble du rempart et 182 pieux pour la circonférence totale du camp. Deux autres pieux, matérialisant l'entrée sur le plateau, pouvaient être complétés par un enchevêtrement amovible de troncs d'arbres, permettant de fermer l’accès en cas d'attaque. Ce rempart pouvait également être renforcé par une palissade en clayonnage, composée de branches ou de planches fendues entrelacées autour des poteaux, offrant un avantage significatif aux défenseurs. Les assaillants venant du plateau devaient franchir le fossé, tout en étant exposés aux flèches et aux lances des défenseurs postés derrière le rempart.
Ces travaux d’envergure ont été réalisés selon un plan préétabli, impliquant une collaboration collective importante. La conception de cette structure accroissait le prestige de ses occupants et de ses concepteurs. L’enceinte de Montgué constitue une forme de revendication territoriale. Ses palissades, visibles de loin, signalaient la présence de la communauté villageoise d’Asnan, affirmant ainsi leur emprise sur le territoire.
Souvent, les éperons barrés offrent peu de traces d'habitats, c'est le cas du Montgué. Leurs fonctions premières étant multiples et évolutives au cours des cinq siècles d’occupation. Ces aménagements massifs pouvaient avoir diverses fonctions : protéger le bétail, mettre les récoltes à l’abri des razzias, défendre les habitants contre des conflits territoriaux, ou encore servir de lieu de rassemblement ponctuel, renforçant l’unité de la communauté à travers des festivités ou des rituels religieux.

##### Les Big-Men du Néolithique: les pierres brûlées et les pratiques rituelles communautaires du Montgué
À l'intérieur de l'enceinte de Montgué, entre le rempart et une seconde levée de terre aujourd'hui partiellement aplanie, les archéologues ont découvert une zone bien délimitée, probablement créée en partie avec les déblais provenant du creusement de la fosse de défense. Sur cette zone, une fouille de 36 mètres carrés a révélé une aire domestique constituée majoritairement de pierres brûlées, qui couvrent près de 14 des 36 mètres carrés fouillés, certaines zones en contenant jusqu'à 50 %. Parmi ces pierres brûlées, des ossements d'animaux calcinés ont également été retrouvés. Cette aire correspond vraisemblablement à une zone de cuisson des aliments, utilisant une technique connue sous le nom de "four polynésien".
Dans cette méthode de cuisson, les pierres étaient d'abord chauffées à très haute température pendant environ trois heures dans une première zone de préparation. Elles étaient ensuite déplacées dans une fosse où les aliments, principalement des morceaux de viande issus de la chasse ou de l'élevage, étaient disposés entre deux couches de végétaux. Ces couches étaient ensuite recouvertes d'une dernière couche de pierres brûlées, le tout étant enfoui sous un tertre de terre. La cuisson, qui durait environ deux heures, permettait de préparer de grandes quantités de viande pour la communauté villageoise. Ce moyen de cuisson pouvait également servir à griller des céréales ou à faire sécher la viande afin de prolonger leurs conservations.
Au sein de la communauté villageoise néolithique, des figures de "Big-Man" émergent naturellement. Ces hommes importants étaient chargés de coordonner la défense en cas d'attaque. Ces "Big-Man" ou chefs villageois du Néolithique n'obtenaient pas leur pouvoir de manière héréditaire, mais le gagnaient de manière compétitive face à d'autres membres de la communauté. Leur statut était souvent fondé sur leur capacité à fournir la plus grande quantité de ressources alimentaires, que ce soit par la chasse, l'élevage ou les récoltes.
Selon certains archéologues, qui s'appuient sur des recherches ethnologiques, les fours polynésiens révèlent que les hommes du Néolithique organisaient des banquets rituels. Ces festins, organisés par le "Big-Man", étaient des occasions de redistribuer les richesses acquises par le chef. À travers ces échanges ritualisés, le chef consolidait son pouvoir en s'entourant de fidèles. Lorsque ces fours polynésiens étaient en activité sur le site de Montgué, la chaleur intense nécessaire au chauffage des pierres à très haute température les rendait visibles à grande distance. Ces festins rituels étaient ainsi des manifestations ostentatoires, visibles par les autres communautés villageoises à l'échelle microrégionale.

##### Hache polie du Néolithique

Hache polie du Néolithique exposée au musée de la Tour des Barons, à Luzy (Scan3D gif)

Une des pièces les plus remarquables du site archéologique d'Asnan est sans conteste sa hache polie, datant de l'époque néolithique.
Cette dernière a été trouvée 6 mètres au sud du rempart à la limite de la zone de fouille. Elle est actuellement archivée dans le carton “C6-II” et a été mis au jour à une profondeur de 98 centimètres. Sur le graphique de fouille, cet ensemble est localisé dans la zone C6 légendée “ Industrie lithique”.  Le carton regroupant les artefacts de ce carré de fouille comprenait six pierres de même nature que la hache, trois tessons de poteries médiévales, un silex, un clou médiéval et un fossile d’une ammonite.
Cette hache était composée de deux éléments : la lame tranchante, qui a traversé les âges jusqu'à nous, et un manche aujourd'hui disparu. Le manche en bois n'a pas été conservé, ce qui ne permet pas de déterminer si la hache était à emmanchement direct — c'est-à-dire insérée directement dans le manche — ou à emmanchement indirect, où une gaine en bois de cerf aurait été intercalée entre la hache et le manche pour éviter que ce dernier ne se fende sous les impacts. Ce type de montage permettait notamment l'utilisation de haches plus courtes.
Une lame de hache polie se compose généralement de trois parties: le corps, le talon et le tranchant. Cependant, la lame d'Asnan ne nous est parvenue que partiellement, en l'absence du corps et du talon. Cette absence empêche les archéologues d'apporter des informations complémentaires sur cet artefact, en particulier concernant sa typologie selon la classification de Jean-Luc Piel-Desruisseaux : "La hache était-elle courte ou longue, de section ronde ou plate, avec un talon pointu ou non...". Seul le tranchant, parfaitement symétrique, est intact (Si la lame avait présenté une asymétrie, à savoir une face plus bombée que l'autre, elle aurait pu être identifiée comme une herminette). L'une des deux faces est soigneusement polie, tandis que l'autre a été crénelée par l'érosion naturelle.
Ce qui subsiste du tranchant mesure 7 centimètres par 9 centimètres. La roche utilisée pour cette hache n'a pas été clairement identifiée par le Groupe Nivernais de Recherches Archéologiques. La teinte beige-gris suggère qu'il s'agirait de calcaire. Les haches en calcaire, bien que moins résistantes, pouvaient avoir un rôle votif ou cultuel, ce qui pourrait expliquer pourquoi cette hache a été fragmentée, symbolisant peut-être une offrande aux morts. L'absence de fossiles dans la roche pourrait orienter l'identification vers un calcaire oolithique. Ce type de roche, formée par l'accumulation de petites sphères de carbonate de calcium (oolithes), a une texture granuleuse et homogène, souvent beige ou gris, et est à la fois compact et dense, avec une bonne résistance mécanique.
Malgré ces indices, l'absence de test à l'acide chlorhydrique (HCl) dans le cadre de l'analyse muséale oblige à considérer cette identification visuelle avec prudence. En raison de sa nature potentielle en calcaire, il est possible que cette hache ait été néanmoins utilisée pour de petits travaux domestiques, tels que la boucherie, excluant ainsi un usage forestier.

##### Le matériel archéologique provenant du ravinement du Calvaire au Montgué

###### Les éclats de débitage des silex
Comme le précise le rapport de fouilles du Groupe Nivernais, les archéologues ont mis au jour une multitude d’éclats. Il s'agit de la matière lithique la plus abondante en termes de quantité sur le site. Chaque éclats présentent une typologie et des caractéristiques variées : débris ou déchets de taille, certains ont été obtenus volontairement et réutilisés pour leur tranchant. La nature des nucléus du Montgué, difficile à travailler, a conduit les hommes et les femmes préhistoriques à conserver les plus beaux éclats et à les retravailler pour en faire des mini-grattoirs, racloirs, denticulés, et petites coches.

###### Un éclat à front convexe unifacial

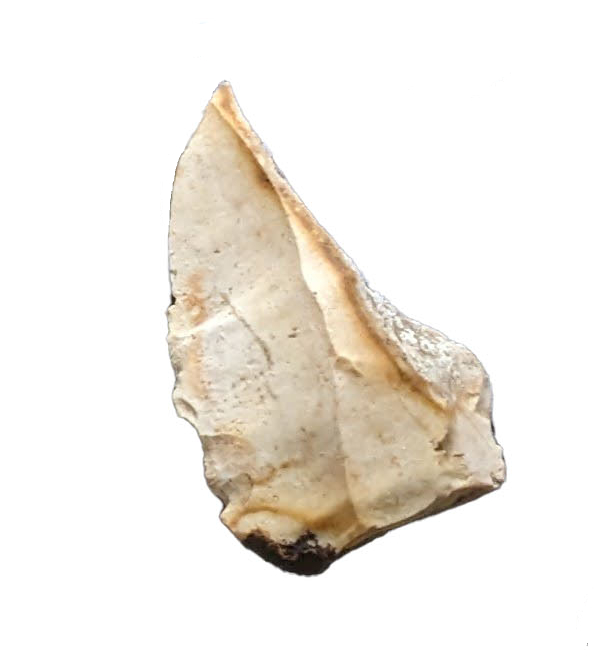
éclat à front convexe d'Asnan exposé au musée de la Tour des Barons à Luzy

L’éclat en question mesure 4,5 cm de longueur, et au talon 2,5 cm de largeur. Il présente une forme générale arrondie, avec une base plane et un dos courbe qui conserve le cortex naturel du silex. La lame est façonnée en un tranchant abrasif à l’avant (appelé "front"), tandis que le dos cortical reste relativement épais et non travaillé, offre une zone préhensile à son utilisateur. Cet éclat est unifacial, ce qui signifie que seule une des faces, le recto, a été retouché pour former un bord tranchant. Le verso a quant à lui une face lisse et plane, obtenue par une première opération de taille. Cette conception présente plusieurs avantages dans l'utilisation de l'objet : la simplicité et la rapidité de fabrication. Dans une opération de décharnage, la face lisse de l'artefact aurait pu être plaquée plus fermement sur les peaux des gibiers, permettant à son utilisateur ou à son utilisatrice de retirer les chairs restantes pour éviter leur putréfaction. Elle aurait pu tout aussi bien faciliter la prise en main pour racler différents végétaux par la légère coche visible sur son tranchant,. Seule une étude tracéologique permettrait cependant de confirmer ces hypothèses sur les usages de l'objet.

###### Les lamelles ou éclats lamellaire

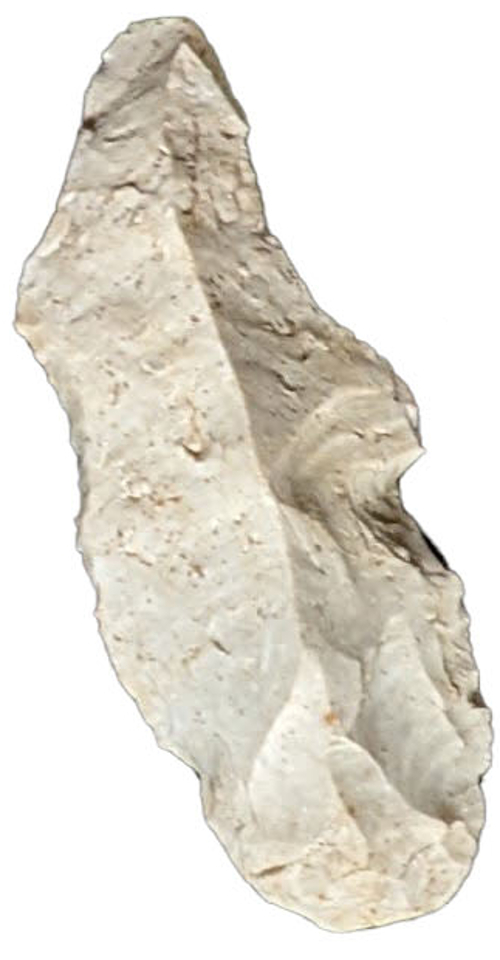
Lamelle du croquis 4 de la planche I exposé au musée de la Tour des Barons à Luzy
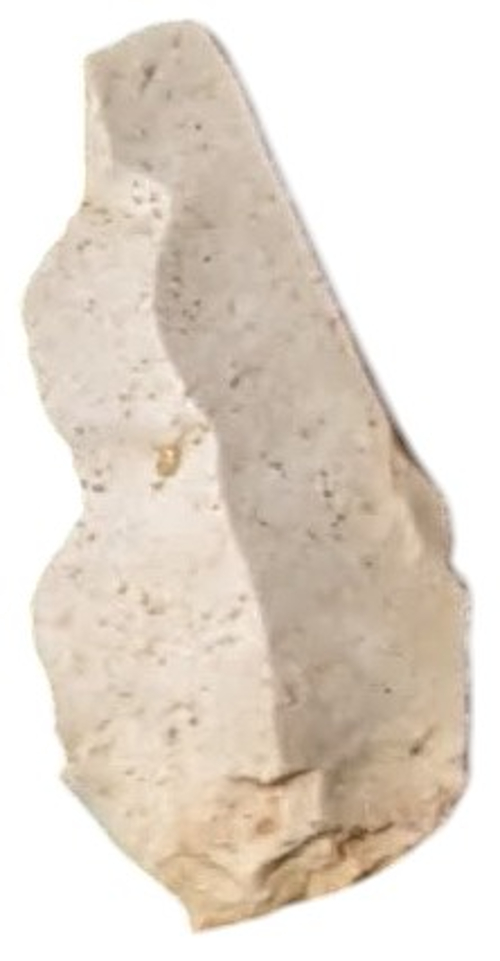
Lamelle du croquis 5 de la planche I exposé au musée de la Tour des Barons à Luzy
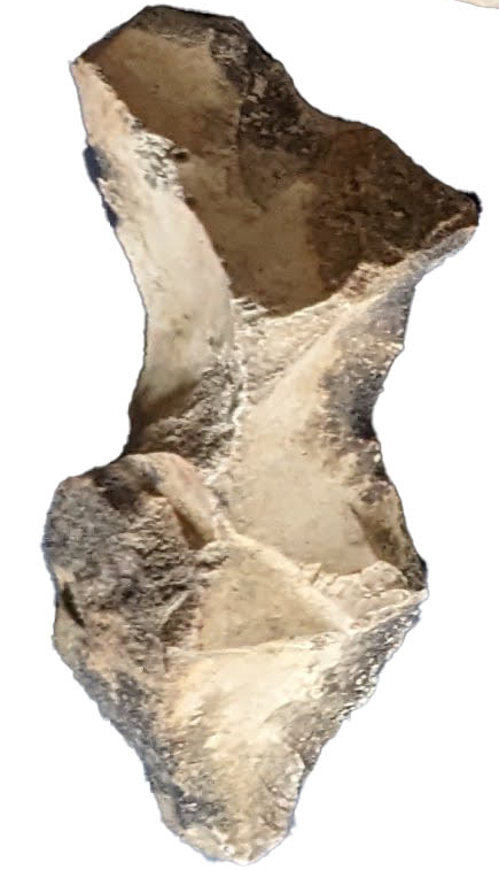
Lamelle du croquis 6 de la planche I exposé au musée de la Tour des Barons à Luzy
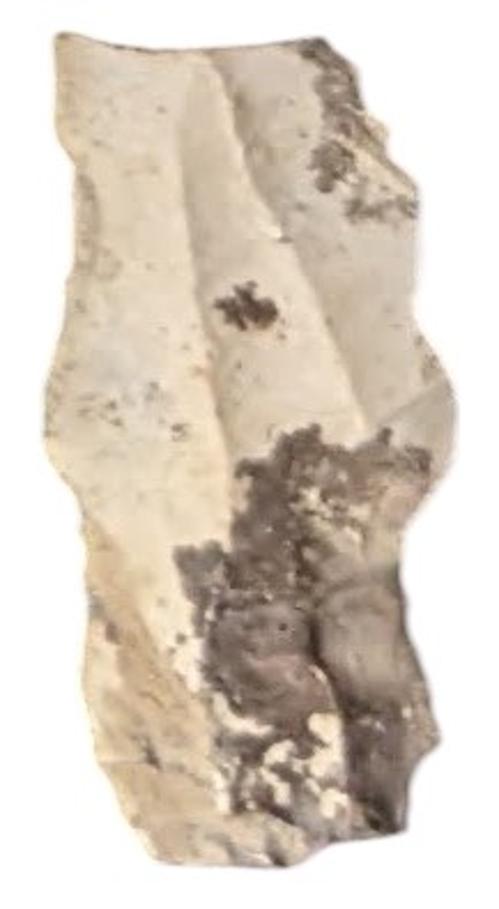
Lamelle du croquis 7 de la planche I exposé au musée de la Tour des Barons à Luzy
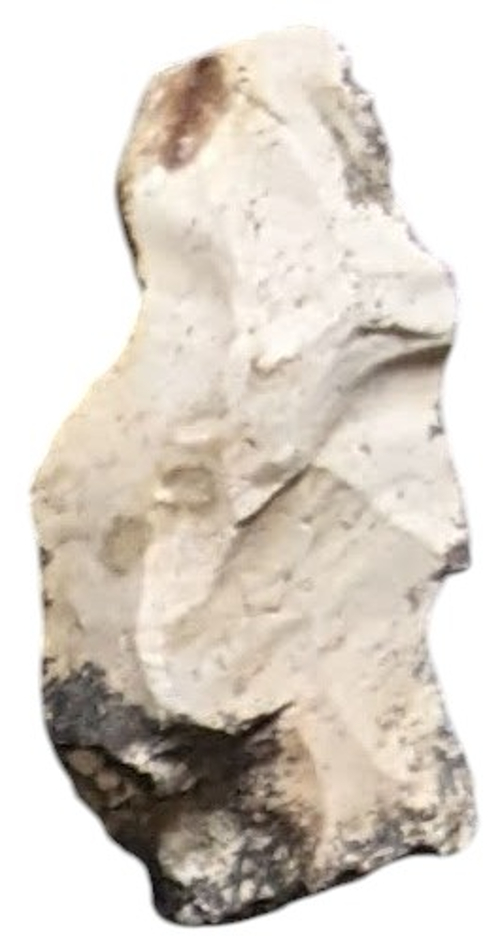
Lamelle du croquis 8 de la planche I exposé au musée de la Tour des Barons à Luzy

Ces quatre objets répertoriés dans l’inventaire des archéologues ayant fouillé le site font l’objet de deux désignations différentes. Sur leurs planches de croquis, ces artefacts sont identifiés comme des lamelles, tandis que dans leur description détaillée, ils sont requalifiés d’éclats lamellaires.
Selon les premières caractéristiques morphologiques décrites dans le Dictionnaire de la Préhistoire de Denis Vialou, une lamelle se distingue par le parallélisme de ses deux bords et de ses nervures. Les lamelles 4, 5, 7, et 8 respectent ces critères, mais la lamelle 6 s’en écarte, bien qu’elle présente une symétrie marquée entre ses deux bords.
En termes de rapports de dimensions (longueur/largeur maximales en centimètres), les mesures relevées sur les planches sont les suivantes :
|                | Lamelle 4 | Lamelle 5 | Lamelle 6 | Lamelle 7 | Lamelle 8 |
| Longueur en cm | 6,5       | 4         | 7         | 3,5       | 4,7       |
| Largeur en cm  | 2,5       | 1,7       | 3         | 1,5       | 2,3       |
| Rapport        | 2,6       | 2,35      | 2,33      | 2,33      | 2,04      |

Les critères morphométriques, cependant, diffèrent selon les auteurs. Leur classification dépend également du contexte industriel du site, comme l’explique Jacques Tixier. Cependant, le faible nombre de lamelles retrouvées a rendu difficile pour les archéologues de définir clairement la frontière entre éclats lamellaires, lamelles et lames. Dans une telle situation, il est courant de s’appuyer sur les grandes typologies existantes pour justifier la conclusion présentée dans leur rapport.
Pour André Leroi-Gourhan, aucune de ces pièces ne peut être qualifiée de lame, car leur rapport longueur/largeur n’atteint pas 4/1. Elles ne peuvent pas non plus être caractérisé d'éclat lamellaire, car elles n'atteignent pas le rapport de 3/1. Selon son référencement établit en 1964, ces éclats seraient donc des éclats long.
En revanche, le raisonnement diffère si l’on se réfère au système de classification actuellement accepté pour différencier une lame d’une lamelle. Ce système a été établi par Jacques Tixier en 1963.
Dans ce cadre, Jacques Tixier propose deux formules distinctes pour caractériser ces artefacts:

{\displaystyle {\text{Une lame répond à trois conditions }}\left\{{\begin{array}{l}L\geq 2\cdot l,\\L\geq 0.05\,{\text{m}},\\l\geq 0.012\,{\text{m}}.\end{array}}\right.}

{\displaystyle {\text{Une lamelle répond à deux conditions }}\left\{{\begin{array}{l}L>2\cdot l,\\l<0.012\,{\text{m}}.\end{array}}\right.}

Les artefacts d'Asnan numérotés 4 et 6  seraient donc ni des lamelles ou des éclats lamellaires, mais bien des lames.
Enfin, l’ouvrage La Préhistoire : Histoire et dictionnaire, dirigé par Denis Vialou, propose une troisième interprétation. Cette hypothèse soutient l’analyse des archéologues du Groupe Nivernais, qui considèrent ces quatre artefacts comme des éclats lamellaires, formés lors du débitage du nucléus. Selon cette approche différente, ces silex pourraient être considérés comme des éclats lamellaires, car ils ne proviendraient pas d’une production spécifiquement destinée à fabriquer des lames. Lors d'une opération de débitage quelconque, la forme des éclats produits se rapprochant de celle des lames et lamelles aurait conduit les hommes et les femmes préhistoriques à s'en servir comme tels.
Le tranchant des lames pouvait être utilisé brute sans retouche ce qui est le cas pour les lamelles 5, 6, 7 et 8. La lamelle 4 a quant à elle été retouchée pour renforcer ou modeler son tranchant. Les lames ont de multiples destination en terme d'outils finaux : couteaux, grattoirs, burins, barbelures de projectiles.

###### Perçoir possiblement à double mèche[56]

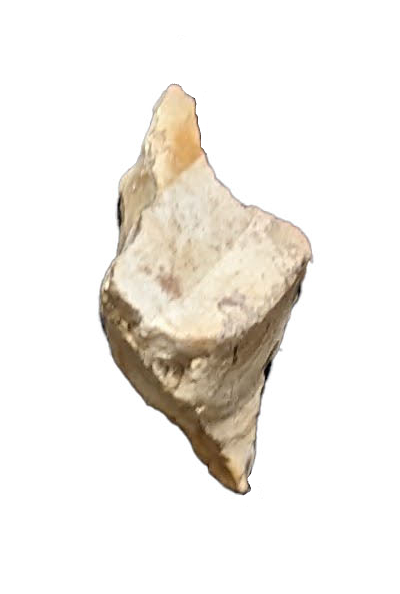
Perçoir à double mèche d'Asnan exposé au musée de la Tour des Barons à Luzy

L'inventaire archéologique réalisé par le Groupe Nivernais, sous la direction d'Henri Coqblin et de Jean Arnoux, répertorie également un perçoir muni de deux mèches, dont l'utilisation est supposée double. La pointe supérieure est de forme triangulaire et orientée de manière oblique, tandis que la pointe inférieure est pyramidale et alignée selon un axe. Les mesures de la planche indique 5,5 centimètres de longueur pour 2,7 centimètres de largeur.
Les perçoirs en silex sont généralement associés au travail de matières résistantes telles que l'os, les coquilles, le bois, les pierres de dureté moyenne, ou encore les ramures de cervidés. Ils sont également utilisés pour le travail du cuir et des peaux. Cependant, pour cette dernière catégorie, les hommes et femmes préhistoriques pouvaient préférer des perçoirs en matière osseuse. Jean-Luc Piel-Deruisseaux indique que ce type d'outil pouvait notamment être utilisé enrobé d'une couche protectrice, une peau par exemple, afin de se protéger lors de l'opération de perçage.
Sous la typologie large des perçoirs, les archéologues sont capables de distinguer la ou les destinations de ces outils : poinçons, vrilles, alésoirs, perçoirs, grâce à une étude tracéologique analysant les traces d'usure et grâce à la nature des pointes (mousse ou aiguë). Les marques d'usure laissées par une gravure sur une ramure de renne effectuée par une population du Magdalénien diffèrent de celles produites par une population de l'Aurignacien travaillant à fraiser le bois. Elles diffèrent encore davantage des traces d'usure d'une population du Néolithique fabriquant des parures en perles de pierre. Une analyse plus approfondie de l'harmonie globale du perçoir d'Asnan permettrait, comme le soulignent Paul-Yves Demars et Paul Laurent, de formuler des hypothèses sur le groupe culturel à l'origine de sa fabrication.

###### Les grattoirs

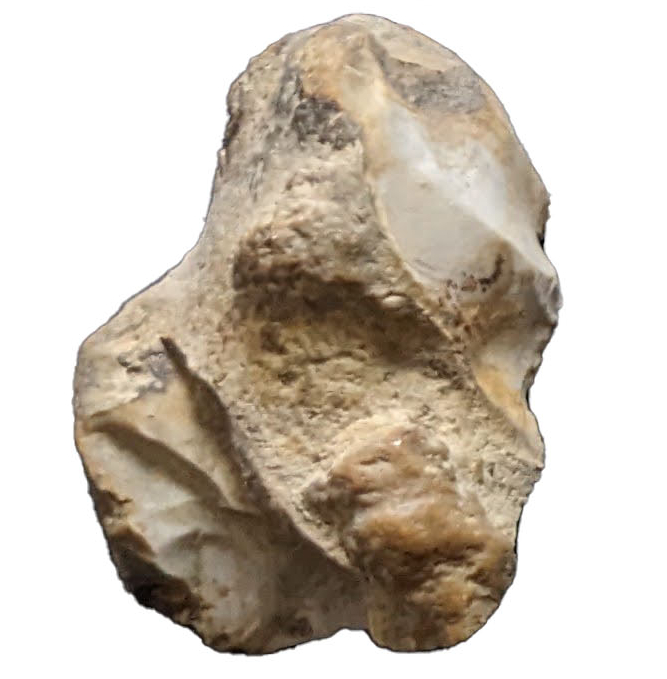
Grattoir d'Asnan référencé sur la planche I par le croquis 10 exposé au musée de la Tour des Barons à Luzy
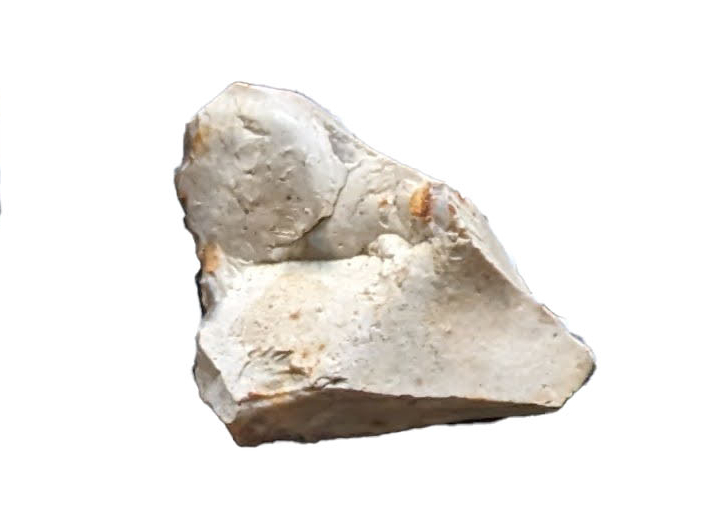
Grattoir d'Asnan référencé sur la planche I par le croquis 9 exposé au musée de la Tour des Barons à Luzy

#### Jules Subert et les débats autour des périodes préhistoriques
Si le rattachement de l'éperon barré d'Asnan au Néolithique moyen ne fait aucun doute auprès de la communauté scientifique, la cartographie des découvertes archéologiques pour la commune d'Asnan mentionne, pour la Préhistoire, non seulement le Néolithique mais aussi le Paléolithique. Lorsque Jules Subert fait état de ses découvertes à Asnan, il mentionne des silex pouvant être rattachés au Paléolithique supérieur avec le Magdalénien, voire même jusqu'au Paléolithique moyen avec le Moustérien. Lors des fouilles de sauvetage effectuées par le Groupe Nivernais sur le calvaire du Montgué, ces travaux ont été réalisés en urgence après un ravinement important qui avait mis au jour de nombreux artefacts. Cependant, le groupe n’a pas pu identifier avec certitude ce site archéologique, situé au nord de l’éperon, comme étant définitivement d’origine néolithique. Ils l’ont seulement qualifié de "vraisemblablement néolithique". Ainsi, à Asnan, on trouve deux sites archéologiques distincts : d’une part, l’éperon barré qui date clairement du Néolithique, et d’autre part, le site du calvaire du Montgué dont la datation reste incertaine.

## Galerie

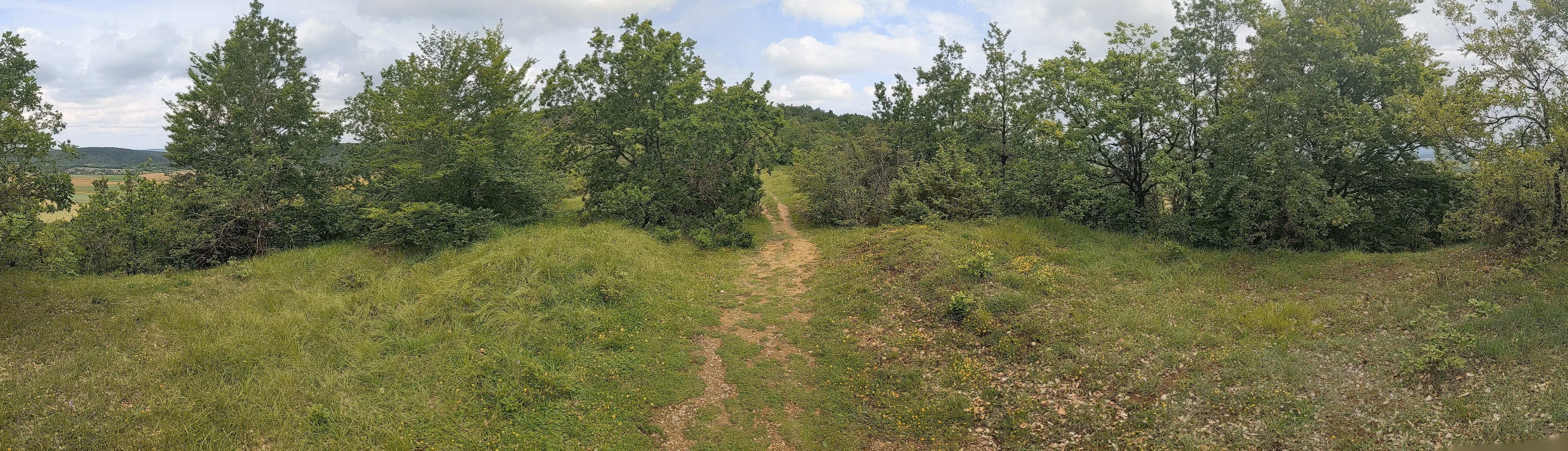
Asnan panorama du rempart du Montgué vu de l'intérieur en 2024
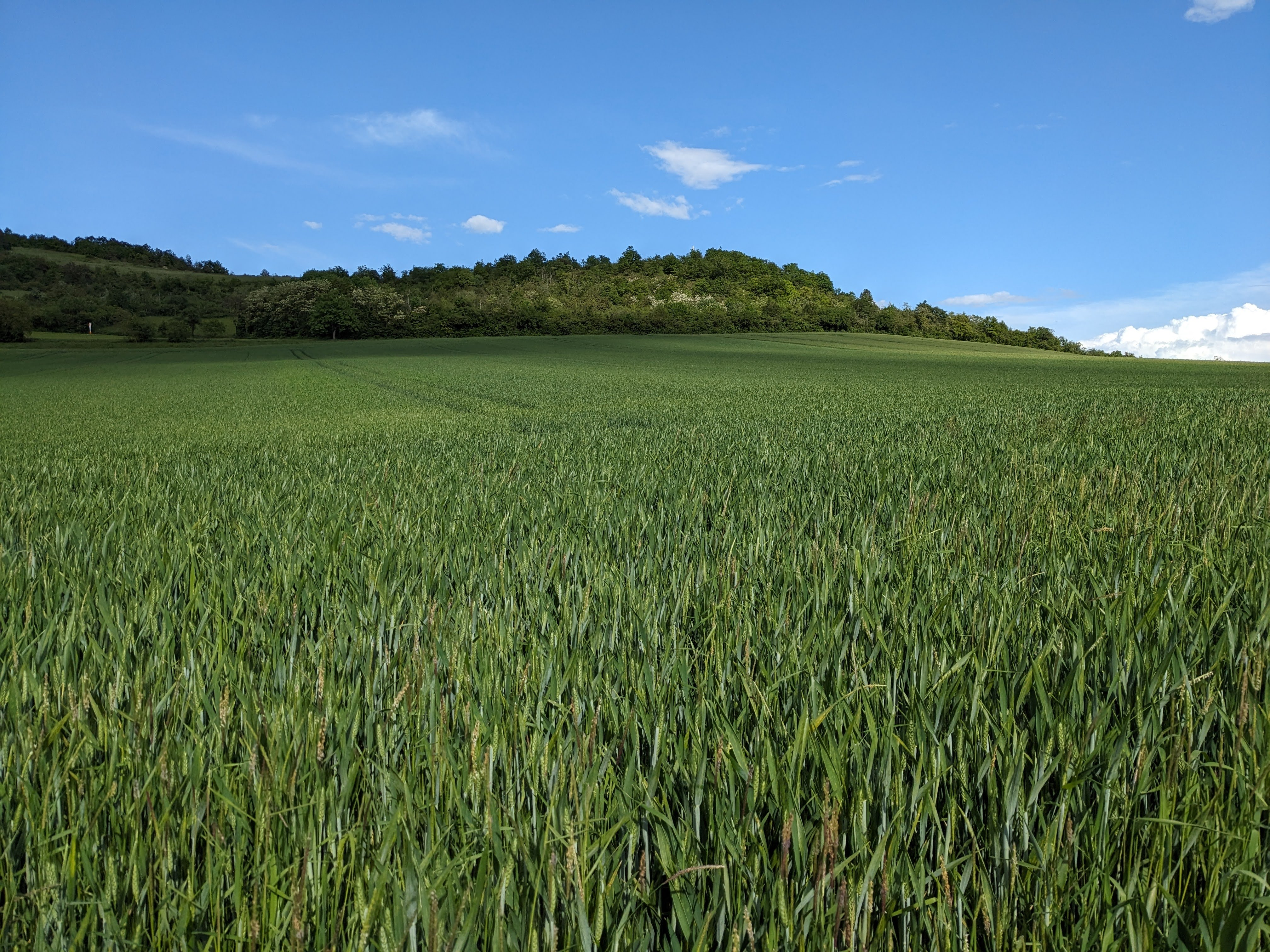
Asnan camp néolithique dit de l'éperon barré du Montgué face ouest